# Gnathochorisis restrictus
Gnathochorisis restrictus är en stekelart som först beskrevs av Rossem 1981.  Gnathochorisis restrictus ingår i släktet Gnathochorisis och familjen brokparasitsteklar. Inga underarter finns listade i Catalogue of Life.